# Ricardo Nunes
Pour les articles homonymes, voir Nunes.
Ricardo Jorge Novo Nunes, plus communément appelé Ricardo Nunes ou simplement Ricardo, est un footballeur portugais né le 6 juillet 1982 à Póvoa de Varzim. Il évoluait au poste de gardien de but.

## Biographie
Après des débuts au GD Fradelos, Ricardo est repéré par le club du Varzim SC où il commence sa carrière professionnelle. 
Il joue ensuite à l'Académica de Coimbra, où il est sous contrat jusqu’en juin 2014. 
Lors de la saison 2008-2009, il est prêté à l’UD Leiria, équipe avec laquelle il participe à la montée en Liga ZON Sagres. 
Longtemps considéré comme le deuxième gardien de l’Académica de Coimbra, il semble prendre au début de la saison 2012-2013 le dessus sur le titulaire du poste, Romuald Peiser. Il réalise une excellente première partie de saison, comme lors du match opposant l’Académica au SC Covilhã, en coupe de la Ligue portugaise quand il arrête cinq tirs lors de la séance de tirs au but. Cette performance lui vaut d’être appelé par Paulo Bento, parmi les pré-convoqués en sélection le 31 octobre, pour le match amical Portugal - Gabon prévu le 14 novembre 2012. Il l'est à nouveau en janvier 2013. 
Ler 10 mai 2014, il signe un contrat de 4 saisons avec le FC Porto.
En avril 2024, Ricardo annonce raccrocher les crampons et se lancer dans la campagne présidentielle du Varzim SC.

### Statistiques de joueur
| Saison                | Club                  | Championnat           | Championnat | Championnat | Coupe(s) nationale(s) | Coupe(s) nationale(s) | Compétition(s) continentale(s) | Compétition(s) continentale(s) | Compétition(s) continentale(s) | Sélection | Sélection | Sélection | Total | Total |
| Saison                | Club                  | Division              | M.          | B.          | M.                    | B.                    | Comp.                          | M.                             | B.                             | Équipe    | M.        | B.        | M.    | B.    |
| 2003-2004             | Varzim SC             | Segunda Liga          | 0           | 0           | -                     | -                     | -                              | -                              | -                              | -         | -         | -         | 0     | 0     |
| 2004-2005             | Varzim SC             | Segunda Liga          | 2           | 0           | -                     | -                     | -                              | -                              | -                              | -         | -         | -         | 2     | 0     |
| 2005-2006             | Varzim SC             | Segunda Liga          | 22          | 1           | -                     | -                     | -                              | -                              | -                              | -         | -         | -         | 22    | 1     |
| 2006-2007             | Varzim SC             | Segunda Liga          | 22          | 0           | 4                     | 0                     | -                              | -                              | -                              | -         | -         | -         | 26    | 0     |
| Sous-total            | Sous-total            | Sous-total            | 46          | 1           | 4                     | 0                     | -                              | 0                              | 0                              | -         | 0         | 0         | 50    | 1     |
| 2007-2008             | Académica OAF         | Primeira Liga         | 1           | 0           | -                     | -                     | -                              | -                              | -                              | -         | -         | -         | 1     | 0     |
| 2008-2009             | UD Leiria (prêt)      | Segunda Liga          | 16          | 0           | 1                     | 0                     | -                              | -                              | -                              | -         | -         | -         | 17    | 0     |
| 2009-2010             | Académica OAF         | Primeira Liga         | 14          | 0           | 4                     | 0                     | -                              | -                              | -                              | -         | -         | -         | 18    | 0     |
| 2010-2011             | Académica OAF         | Primeira Liga         | 0           | 0           | 3                     | 0                     | -                              | -                              | -                              | -         | -         | -         | 3     | 0     |
| 2011-2012             | Académica OAF         | Primeira Liga         | 2           | 0           | 8                     | 0                     | -                              | -                              | -                              | -         | -         | -         | 10    | 0     |
| 2012-2013             | Académica OAF         | Primeira Liga         | 30          | 0           | 2                     | 0                     | C3                             | 5                              | 0                              | -         | -         | -         | 37    | 0     |
| 2013-2014             | Académica OAF         | Primeira Liga         | 30          | 0           | 4                     | 0                     | -                              | -                              | -                              | -         | -         | -         | 34    | 0     |
| Sous-total            | Sous-total            | Sous-total            | 93          | 0           | 22                    | 0                     | -                              | 5                              | 0                              | -         | 0         | 0         | 120   | 0     |
| 2014-2015             | FC Porto              | Primeira Liga         | 0           | 0           | 0                     | 0                     | -                              | -                              | -                              | -         | -         | -         | 0     | 0     |
| 2014-2015             | FC Porto B            | Segunda Liga          | 8           | 0           | 0                     | 0                     | -                              | -                              | -                              | -         | -         | -         | 8     | 0     |
| 2015-2016             | V. Setúbal (prêt)     | Primeira Liga         | 24          | 0           | 4                     | 0                     | -                              | -                              | -                              | -         | -         | -         | 28    | 0     |
| 2016-2017             | GD Chaves (prêt)      | Primeira Liga         | 24          | 0           | 0                     | 0                     | -                              | -                              | -                              | -         | -         | -         | 24    | 0     |
| Sous-total            | Sous-total            | Sous-total            | 56          | 0           | 4                     | 0                     | -                              | 0                              | 0                              | -         | 0         | 0         | 60    | 0     |
| 2017-2018             | GD Chaves             | Primeira Liga         | 18          | 0           | 0                     | 0                     | -                              | -                              | -                              | -         | -         | -         | 18    | 0     |
| 2018-2019             | GD Chaves             | Primeira Liga         | 16          | 0           | 0                     | 0                     | -                              | -                              | -                              | -         | -         | -         | 16    | 0     |
| 2019-2020             | GD Chaves             | Segunda Liga          | 10          | 0           | 1                     | 0                     | -                              | -                              | -                              | -         | -         | -         | 11    | 0     |
| Sous-total            | Sous-total            | Sous-total            | 44          | 0           | 1                     | 0                     | -                              | 0                              | 0                              | -         | 0         | 0         | 45    | 0     |
| 2020-2021             | Varzim SC             | Segunda Liga          | 34          | 1           | -                     | -                     | -                              | -                              | -                              | -         | -         | -         | 34    | 1     |
| 2021-2022             | Varzim SC             | Segunda Liga          | 24          | 0           | -                     | -                     | -                              | -                              | -                              | -         | -         | -         | 24    | 0     |
| 2022-2023             | Varzim SC             | Liga 3                | 28          | 0           | 4                     | 0                     | -                              | -                              | -                              | -         | -         | -         | 32    | 0     |
| 2023-2024             | Varzim SC             | Liga 3                | 26          | 0           | -                     | -                     | -                              | -                              | -                              | -         | -         | -         | 26    | 0     |
| Sous-total            | Sous-total            | Sous-total            | 112         | 1           | 4                     | 0                     | -                              | 0                              | 0                              | -         | 0         | 0         | 116   | 1     |
| Total sur la carrière | Total sur la carrière | Total sur la carrière | 351         | 2           | 35                    | 0                     | -                              | 5                              | 0                              | -         | 0         | 0         | 391   | 2     |

### Coupes continentales
| Date              | Club                 | Compétition  | Adversaire        | Résultat | Tps de jeu | Buts |
| ----------------- | -------------------- | ------------ | ----------------- | -------- | ---------- | ---- |
| 20 septembre 2012 | Académica de Coimbra | Ligue Europa | FC Viktoria Plzeň | 3-1      | 90         | 0    |
| 4 octobre 2012    | Académica de Coimbra | Ligue Europa | Hapoël Tel-Aviv   | 1-1      | 90         | 0    |
| 25 octobre 2012   | Académica de Coimbra | Ligue Europa | Atlético Madrid   | 2-1      | 90         | 0    |
| 8 novembre 2012   | Académica de Coimbra | Ligue Europa | Atlético Madrid   | 2-0      | 90         | 0    |
| 22 novembre 2012  | Académica de Coimbra | Ligue Europa | FC Viktoria Plzeň | 1-1      | 90         | 0    |

(en gras, le club vainqueur)

## Palmarès
- Vainqueur de la Coupe du Portugal en 2012 avec l'Académica de Coimbra
- Vice-champion du Portugal de D2 en 2009 avec l’União Leiria
- Finaliste de la Supercoupe du Portugal en 2012 avec l'Académica de Coimbra